# Žabja vas (Novo mesto)

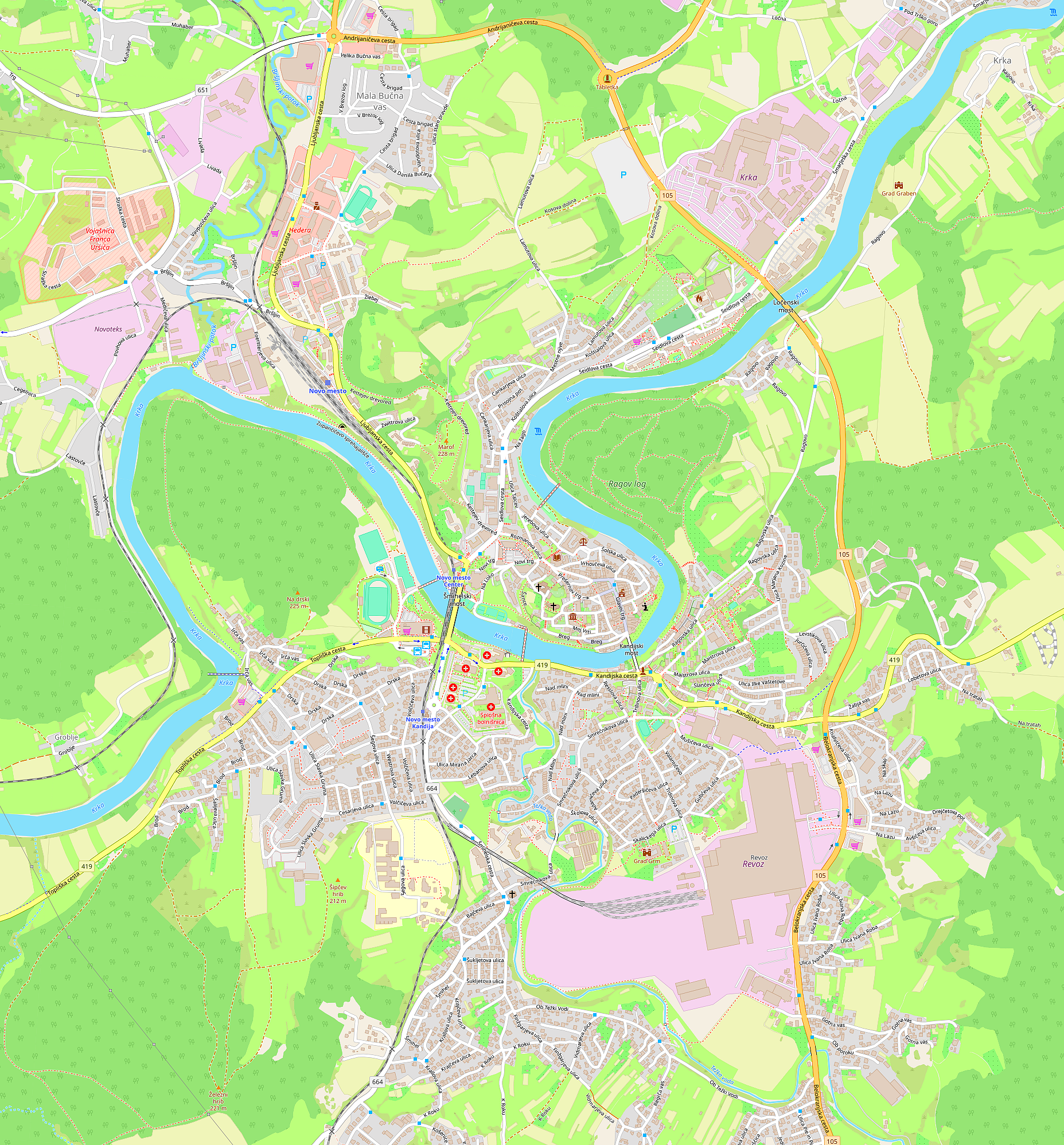
Stadt Novo mesto

Žabja vas ist der Name einer der 23 Ortsgemeinschaften (Krajevna skupnost) in der slowenischen Stadtgemeinde Novo mesto im Südosten des Landes.
Zur Ortsgemeinschaft gehören in der Stadt Novo mesto die Straßen Avšičeva ulica, Drgančevje, Drejčetova pot, Kandijska cesta (Haus-Nr. 62 bis 75, 77 und 85), Knafelčeva ulica (Haus-Nr. 25 und 27), Lobetova ulica, Na Lazu, Na Skali, Na Tratah, Pot na Gorjance, Ravnikarjeva ulica, Šentjernejska cesta  (Hazs-Nr. 1 bis 4, 6 bis 18, 20, 22, 24) Žabja vas.

## Lage
Die Ortsgemeinschaft liegt östlich und nordöstlich vom Revoz-Werk.
Die Verwaltung der Ortsgemeinschaft befindet sich in Novo mesto, Šentjernejska cesta 10.